# Араз, Незихе
Незихе Араз (11 мая 1920 — 25 июля 2009) — турецкая журналистка и писательница. Государственный артист Турции (1998).

## Биография
Незихе Араз родилась 11 мая 1920 года в Конье. Её отец Рыфат Араз был директором отделения банка «Зираат» в Конье. Позднее он был избран членом парламента. Мать Незихе звали Мюзеййе она была второй женой Рыфата. Незихе Араз окончила лицей для девочек в Анкаре, затем Анкарский университет.
Во время учёбы в университете большое влияние на Араз оказали лекции Музаффера Башоглу и Бехидже Боран. Незихе Араз даже работала в издаваемом Боран и Башоглу журнале «Adımlar», поддерживавшем Коммунистическую партию Турции.
После окончания университета Араз работала ассистенткой Боран. После увольнения последней из университета в 1948 году Незихе Араз вернулась в Стамбул. Семья Араз была религиозной, её отец был членом религиозной группы суфийского проповедника Кенана Рифая, поэтому родители Незихе опасались, что она подвергнется в Анкаре влиянию левых идей. Постепенно Незихе Араз также стала последовательницей Рифая. В 1950 году она опубликовала свою первую книгу «Мой мир» (тур. Benim Dünyam). В 1951 году после смерти Рифая Араз опубликовала книгу «Кенан Рифай и ислам в свете 20-го столетия» (тур. Ken’an Rifai ve Yirminci Asrın Işığında Müslümanlık), написанную в соавторстве с Самихой Айверди, Сафие Эрол и Софи Хури.
С 1952 года Незихе Араз работала в журнале «Resimli Hayat» публикуемого «Şevket Rado». Затем работала в принадлежащим той же компании журнале «Hayat». В 1953 году она опубликовала «Fatih’in Deruni Tarihi», в которой описывалась биография Мехмеда II в рамках религиозного подхода. В 1956 году Араз начала работать в газете «Havadis». В материале, сделанном ей после командировки в Мекку, была опубликована фотография араба, справляющего нужду на стену. Эта фотография вызвала возмущение короля Ирака Фейсала II и Араз была уволена из газеты.
В 1957—1963 годах Араз работала в газете «Yeni Sabah». В 1959 году она опубликовала книгу «Святые Анатолии» (тур. Anadolu Evliyaları), в которой были описаны биографии 50 святых. Эта книга имела огромный коммерческий успех и стала бестселлером. В 1950—1960-х годах Незихе Араз опубликовала ещё ряд книг, также она вела колонки в изданиях «Yeni İstanbul», «Milliyet» и «Güneş».
С 1973 года Араз писала пьесы. В 1987 году Араз написала пьесу «Afife Jale» о жизни первой турецкой театральной актрисы Афифе Жале, эта пьеса получила награду «Лучшая пьеса», присуждаемую министерством культуры Турции.
Умерла 25 июля 2009 года.
В 2003 году Незихе Араз за её журналистскую деятельность была присуждена премия Бурхана Фелека.
В 2012 году о жизни Незихе Араз был снят документальный фильм.